# Zamach 20 lipca
Zamach 20 lipca – nieudany zamach stanu, mający na celu m.in. zabicie Adolfa Hitlera, przeprowadzony 20 lipca 1944 przez oficerów Wehrmachtu pod przywództwem pułkownika Clausa von Stauffenberga.
Zamach na życie Hitlera był kulminacją starań niemieckiego ruchu oporu, nakierowanych na obalenie reżimu nazistowskiego i przejęcie władzy w Niemczech. Śmierć Führera miała ułatwić przeprowadzenie puczu wojskowego i zainstalowanie nowego rządu pod zwierzchnictwem Carla Friedricha Goerdelera jako kanclerza oraz Ludwiga Becka jako głowy państwa. W przygotowaniach do zamachu uczestniczyli spiskowcy z kręgów wojskowych (Wehrmacht), pozostający w ścisłym kontakcie z kręgami cywilnymi, m.in. z opozycjonistami skupionymi w Kręgu z Krzyżowej. Pośród ponad 200 straconych za udział w zamachu byli: Generalfeldmarschall Erwin von Witzleben, 19 generałów (m.in. Ludwig Beck), 26 pułkowników, 2 ambasadorów, 7 dyplomatów, 1 minister, 3 sekretarzy stanu, a także szef policji kryminalnej, wielu prezydentów i premierów rządów krajów związkowych, regionalnych prezydentów policji. Marszałkowie polni Erwin Rommel i Günther von Kluge mogli być uczestnikami spisku i z tego powodu prawdopodobnie zostali zmuszeni do popełnienia samobójstwa.
Zamach na życie Hitlera został przeprowadzony osobiście przez von Stauffenberga, który podłożył bombę w sali narad sytuacyjnych w kwaterze Führera Wilczy Szaniec koło Rastenburga (obecnego Kętrzyna) w Prusach Wschodnich. Po umieszczeniu ładunku von Stauffenberg natychmiast samolotem wrócił do Berlina, aby dowodzić puczem. Strategiczny plan przejęcia władzy po śmierci Hitlera znany był jako Operacja Walkiria. Ze względu na nieprzewidziane przez spiskowców okoliczności Hitler przeżył wybuch. Spiskowcom nie udało się wzniecić ogólnoniemieckiego powstania. Nie udało się przejąć kontroli nad radiostacjami, więc wieści o tym, że Hitler przeżył zamach, dotarły do Berlina. Żołnierze, którzy pierwotnie byli posłuszni rozkazom von Stauffenberga, odmówili ich dalszego wykonywania. Oddziały wierne Hitlerowi rozpoczęły kontrakcję. Na rozkaz dowódcy Armii Rezerwowej, gen. Ernsta Friedricha Fromma, przywódcy spisku: Claus von Stauffenberg, Friedrich Olbricht, Albrecht Mertz von Quirnheim i adiutant Stauffenberga Werner von Haeften zostali aresztowani i rozstrzelani przez pluton egzekucyjny w nocy z 20 na 21 lipca. Hitler rozpoczął czystki, które zakończyły się egzekucją niemal pięciu tysięcy przeciwników nazizmu na mocy wyroków Trybunału Ludowego pod przewodnictwem Rolanda Freislera.

## Tło historyczne

### Antyhitlerowski ruch oporu
W antyhitlerowską działalność opozycyjną byli zaangażowani pojedynczy ludzie (Georg Elser), grupy w kręgach wojskowych (w Wehrmachcie skupieni wokół Ludwiga Becka czy w Abwehrze wokół Hansa Ostera), grupy cywilne (Krąg z Krzyżowej, niem. Kreisauer Kreis, Biała Róża, niem. Weiße Rose), a także grupy związane z kościołami (Kościół Wyznający, niem. Bekennende Kirche), związkami zawodowymi czy partiami politycznymi (Czerwona Orkiestra, niem. Rote Kapelle). Większość z nich skupiona była wokół charyzmatycznych jednostek i nie utrzymywała ze sobą kontaktów formalnych.
Pierwsze grupy oporu w kręgach oficerskich Wehrmachtu powstawały już w 1938. Wielu oficerów oburzonych było okolicznościami usunięcia z armii generała Wernera von Blomberga w styczniu 1938 oraz dymisji generała Wernera von Fritscha w lutym 1938 (tzw. afera Blomberga-Fritscha). Von Blomberg został usunięty z Wehrmachtu po tym, jak Gestapo odkryło, że jego żona była notowana przez policję berlińską za pozowanie do zdjęć pornograficznych i karana za prostytucję. W kilka dni później usunięto również generała Wernera von Fritscha, którego oskarżono o skłonności homoseksualne i zmuszono do dymisji. Hitler wykorzystał sytuację zamieszania do zwolnienia 16 generałów i przeniesienie kolejnych 44, wprowadzając sobie lojalnych dowódców i osłabiając tym samym krytycznie nastawione kierownictwo Wehrmachtu. Hitler przejął funkcję Blomberga, a stanowisko von Fritscha objął marszałek Walther von Brauchitsch. Wkrótce okazało się, że oskarżenia wobec von Fritscha były bezpodstawne, a honorowy sąd oficerów przebadał sprawę Blomberga-Fritscha, chociaż była ona prowadzona przez samego Göringa. Fritsch został oczyszczony z zarzutów 18 marca, jednak jego wizerunek pozostał nadszarpnięty. Prezydent berlińskiej policji, Wolf-Heinrich von Helldorf (1935–1944), oburzony intrygami wobec Fritscha, udostępnił ważne dla sprawy dokumenty szefowi sztabu Abwehry, Hansowi Osterowi, bliskiemu współpracownikowi Wilhelma Canarisa, spiskującym przeciwko Hitlerowi. Afera Blomberga-Fritscha najprawdopodobniej skłoniła generała Ludwiga Becka do aktywnego zaangażowania się w działalność opozycyjną.

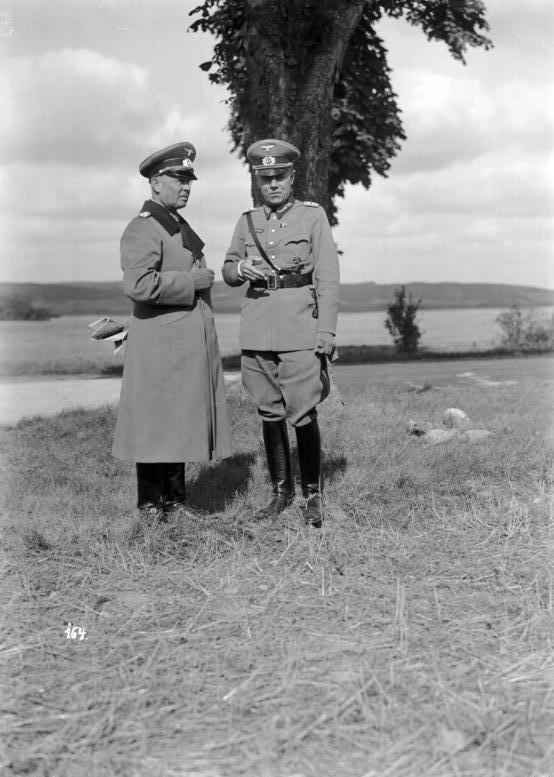
Werner von Fritsch i Ludwig Beck podczas manewrów Wehrmachtu, 1937

Generał Ludwig Beck próbował zjednoczyć niemiecką generalicję w proteście przeciwko polityce nazistów, proponując zbiorową dymisję – von Brauchitsch odrzucił tę propozycję, argumentując, że trudno będzie przekonać wszystkich dowódców, a ponadto Hitler z łatwością może mianować nowe dowództwo spośród młodszych oficerów sympatyzujących z nazistami. W obliczu wojennych planów Hitlera, Beck wysunął szereg argumentów wojskowych, twierdząc, że Francja i Wielka Brytania nie pozwolą na niemiecką kampanię wojenną, a Niemcy nie mają wystarczających środków, by prowadzić długotrwałą wojnę. W serii notatek sporządzonych dla von Brauchitscha Beck przewidywał, że planowany atak Niemiec na Czechosłowację spowoduje zbrojną reakcję aliantów, której Niemcy nie będą w stanie się przeciwstawić. Podczas spotkania dowództwa Wehrmachtu 4 sierpnia 1938 większość generałów nie zgodziło się z prognozami Becka, jedynie generał Walter von Reichenau i Ernst Busch udzielili mu swojego poparcia. Wynik spotkania utwierdził von Brauchitscha w przekonaniu, że Beck nie ma racji. Sam Beck podał się do dymisji 18 sierpnia 1938, co umożliwiło Hitlerowi wprowadzenie do kierownictwa Wehrmachtu kolejnych lojalnych mu dowódców. Becka na stanowisku szefa Sztabu Generalnego wojsk lądowych zastąpił Franz Halder, również krytycznie nastawiony do polityki Hitlera.

### Spisek wrześniowy
We wrześniu 1938 grupa oficerów Wehrmachtu, m.in. Ludwig Beck, Erich Hoepner, Carl-Heinrich von Stülpnagel i Erwin von Witzleben, oficerów Abwehry, m.in. Wilhelm Canaris, Hans Oster i Hans von Dohnanyi oraz urzędników Auswärtiges Amt, m.in. Ernst von Weizsäcker i Erich Kordt rozpoczęła planowanie zamachu stanu. Spiskowcy zamierzali uniemożliwić w ten sposób atak na Czechosłowację, zaplanowany przez Hitlera na 27 września 1938.
Podczas spotkania w domu Ostera (ok. 20 września 1938), generał Erwin von Witzleben, wówczas dowódca III okręgu wojskowego z kwaterą w Berlinie, wyjawił przed zebranymi (Hans Bernd Gisevius, Hans von Dohnanyi, prawdopodobnie Carl Friedrich Goerdeler, Friedrich Wilhelm Heinz, Franz-Maria Liedig) zamiar udania się z eskortą zaufanych oficerów do siedziby kanclerza, by namówić Adolfa Hitlera do dymisji. W tym samym czasie trzy korpusy armijne miały zająć Berlin i stanąć w pogotowiu do walk z wiernymi Hitlerowi oddziałami SS, pułkiem SS Leibstandarte Adolf Hitler. Przewidywano, że von Witzleben nie zostanie dopuszczony do Hitlera i że wraz z eskortą będzie zmuszony utorować sobie drogę siłą. Liczono się ze strzelaniną. Von Witzleben, Goerdeler i Canaris zamierzali aresztować Hitlera. Zadanie sformowania eskorty dla von Witzlebena powierzono majorowi Friedrichowi Wilhelmowi Heinzowi, który preferował drastyczne rozwiązanie i planował zastrzelenie Hitlera. Heinz dla swojego planu zdobył poparcie Ostera. Na polecenie Canarisa, Helmuth Groscurth miał zdobyć i trzymać w pogotowiu broń i materiały wybuchowe. Akcję zaplanowano na 28 września 1938. Do zamachu stanu nie doszło wskutek niezapowiedzianej wizyty premiera Wielkiej Brytanii Neville’a Chamberlaina, który rozpoczął negocjacje z Hitlerem.

### Poszukiwania sojuszników za granicą
W latach 1938–1939 opozycjoniści podejmowali wiele prób nawiązania kontaktu z rządem Wielkiej Brytanii. Do Londynu wysyłano licznych emisariuszy, m.in. we wrześniu 1938 Hansa Böhma Tettelbacha (z inicjatywy Ostera i Haldera) czy wiosną 1939 Fabiana von Schlabrendorffa (z inicjatywy Wilhelma Canarisa), których misje kończyły się każdorazowo niepowodzeniem.
W okresie przygotowań do zamachu wrześniowego w 1938, brat Ericha Kordta, Theo Kordt, pełniący funkcję chargé d’affaires w ambasadzie niemieckiej w Londynie, spotkał się 7 września 1938 z brytyjskim ministrem spraw zagranicznych Lordem Halifaxem. Kordt przekazał wiadomość od „politycznych i wojskowych kręgów Berlina, które pragnęły wszystkimi środkami zapobiec wojnie”, które wzywały Wielka Brytanię do zajęcia jednoznacznego stanowiska sprzeciwu wobec planów Hitlera, wierząc, że stanowczy protest rządu brytyjskiego mógł zapobiec wojnie. Ponadto zapewniono stronę brytyjską, że w przypadku objęcia przez Wielką Brytanię twardego kursu wobec agresywnej polityki Hitlera, niemieccy dowódcy wojskowi będą gotowi do zbrojnego wystąpienia przeciwko kanclerzowi. Misja ta zakończyła się kolejnym niepowodzeniem. Postanowienia konferencji monachijskiej sparaliżowały opozycjonistów niemieckich, szczególnie w kręgach wojskowych.

W 1939 opozycjoniści podjęli kolejne próby zdobycia poparcia rządu Wielkiej Brytanii. W tym roku do Londynu jeździł trzykrotnie Adam von Trott zu Solz, który próbował przekonać lorda Lothiana oraz lorda Halifaksa do wywarcia nacisku na rząd brytyjski, by ten zaniechał prowadzenia polityki ustępstw (appeasement) wobec Hitlera. Jego misje pozostawały bezskuteczne. Przed atakiem na Polskę, latem 1939, Gerhard von Schwerin, kierownik w Wydziale Obce Armie Zachód w Oddziale Obce Armie (niem. Abteilung Fremde Heere) wojskowej służby wywiadowczej, został wysłany do Londynu z wiadomością: 

Przyślijcie flotę do Gdańska... Przyspieszcie podpisanie paktu wojskowego z ZSRR. Jedyną rzeczą, która może powstrzymać Hitlera przed kolejnymi awanturami, jest zagrożenie wojną na dwa fronty.

 Misja von Schwerina nie powiodła się, podobnie jak kolejna prowadzona przez Goerdelera.
W czerwcu 1942 Adam von Trott zu Solz przemycił do Londynu kolejną wiadomość od niemieckich opozycjonistów, jednak brytyjski minister spraw zagranicznych Anthony Eden odmówił odpowiedzi, argumentując, że nie będzie rozmawiać ze zdrajcami stanu. Współpracę z niemieckimi opozycjonistami uważał za niemożliwą 

Tak długo, jak nie wyjdą oni z ukrycia i nie zaznaczą wyraźnie swoich zamiarów współpracy przy obalaniu systemu nazistowskiego.

### Plany aresztowania Hitlera jesienią 1939
Kolejny spisek przeciwko Hitlerowi zawiązano w związku z planowanym atakiem na Francję jesienią 1939. Wstępnie Hitler planował uderzyć na zachodnią Europę już w październiku 1939 roku, tuż po zakończeniu kampanii w Polsce. Jednak trzej dowódcy grup armii stacjonujących na zachodzie Rzeszy, generałowie Gerd von Rundstedt, Fedor von Bock i Wilhelm von Leeb, byli zdecydowanie przeciwni podjęciu tej ofensywy, argumentując, że przygotowania do nowej wyprawy wojennej przeciwko dwóm światowym mocarstwom wymagają czasu, przede wszystkim z uwagi na zużycie materiałowe w Polsce (czołgów, samolotów, samochodów pancernych, amunicji i paliwa) i konieczność uzupełnienia zapasów surowców strategicznych z ZSRR (zagwarantowanych III Rzeszy na mocy umowy z 1939 r., towarzyszącej ustaleniom paktu Ribbentrop-Mołotow). Ponadto plan rzucenia wojsk do boju późną jesienią wiązał się z możliwością ugrzęźnięcia oddziałów pancernych w błocie, co mogło skutkować załamaniem ofensywy, a w najgorszym razie klęską nowej kampanii. Osobiście u Hitlera w tej sprawie interweniował także Naczelny Dowódca Wojsk Lądowych, feldmarszałek Walther von Brauchitsch. Doprowadziło to jedynie do przesunięcia daty uderzenia na 12 listopada. Wobec takiego rozwoju sytuacji, przy cichym poparciu von Brauchitscha, Halder rozważał przeprowadzenie zamachu stanu, jak tylko Hitler wyda rozkaz do ataku. Jednak pomimo sprzyjających okoliczności nie poważył się na ten czyn.
Po niepowodzeniach 1938–1939 wielu oficerów Wehrmachtu wycofało się z aktywnej działalności opozycyjnej. W 1941 kręgi nowej opozycji zawiązały się wśród oficerów niższych rangą, którzy z początku utrzymywali jedynie formalny kontakt z Ludwigiem Beckiem i Hansem Osterem. Nowy ruch opozycyjny skupił się wokół Henninga von Tresckowa.

### Próby zamachu 1942–1944

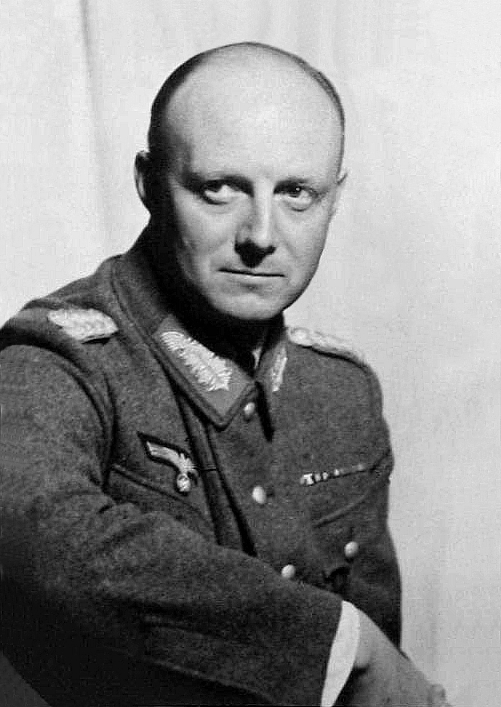
Henning von Tresckow

W połowie 1942 grupa spiskowców z Henningem von Tresckowem i Clausem von Stauffenbergem rozpoczęła przygotowywania do zamachu na życie Adolfa Hitlera. Podjęto wiele prób, które zakończyły się niepowodzeniem.
W marcu 1943 podjęto próbę wysadzenia samolotu, którym podróżował Hitler z inspekcji wojsk na froncie wschodnim do kwatery Wilczy Szaniec. Przygotowania do zamachu aktywnie wspierali Wilhelm Canaris i Erwin Lahousen. 7 marca 1943 Lahousen wraz z Hansem von Dohnanyi i Hansem Osterem towarzyszył Canarisowi podczas wyjazdu do kwatery głównej Grupy Armii Środka w Smoleńsku. Udało im się zabrać skrzynkę angielskich materiałów wybuchowych wraz z bezgłośnym zapalnikiem w celu przeprowadzenia zamachu na Hitlera. Pułkownik Henning von Tresckow i porucznik Fabian von Schlabrendorff spreparowali dostarczony materiał w taki sposób, że wyglądał jak pakiet z dwiema butelkami koniaku. 13 marca 1943 Schlabrendorff przekazał pakunek – jako przesyłkę dla podpułkownika Hellmutha Stieffa – niewtajemniczonemu pułkownikowi Brandtowi, który leciał w jednym samolocie z Hitlerem, powracającym z inspekcji wojsk do kwatery Wilczy Szaniec. Eksplozja miała nastąpić nad Mińskiem. Zamach nie powiódł się jednak z przyczyn technicznych – pakunek znajdował się w ładowni, gdzie było najprawdopodobniej zbyt zimno, by doszło do wybuchu ładunku.
Osiem dni później Rudolf-Christoph von Gersdorff przeprowadził kolejną nieudaną próbę zabójstwa. W wyniku zamachu i przejęcia władzy przez opozycjonistów miało dojść do kapitulacji Niemiec na froncie zachodnim i powołania nowego demokratycznego rządu. Działania wojenne na froncie wschodnim miały być nadal prowadzone. 21 marca 1943 Hitler otwierał w berlińskim Starym Arsenale przy ulicy Unter den Linden (obecnie Niemieckie Muzeum Historyczne) wystawę zdobytej broni sowieckiej, po której oprowadzać miał go von Gersdorff. Von Gersdorff zamierzał w samobójczym ataku wysadzić siebie wraz z Hitlerem oraz Hermanem Göringiem, Heinrichem Himmlerem, Wilhelmem Keitlem i Karlem Dönitzem. Von Gersdorff pojawił się na wystawie z uzbrojonymi ładunkami wybuchowymi w kieszeniach płaszcza. Po tym, jak dokonał aktywacji pierwszego z 10-minutowych zapalników, Hitler niespodziewanie szybko opuścił gmach wystawy – oczekiwano, że Hitler spędzi w gmachu około pół godziny. Von Gersdorff rozbroił ładunki w toalecie.
W obliczu wyjazdu von Tresckowa na front wschodni, odsunięcia Ostera i zmagań Becka z chorobą nowotworową, we wrześniu 1943 inicjatywę przejął Claus von Stauffenberg. Von Stauffenberg miał skupić się na organizacji przewrotu wojskowego po wyeliminowaniu Hitlera przez wyznaczonego zamachowca.
Jesienią 1943 z inicjatywy Stauffenberga decyzję o przeprowadzeniu akcji zabójstwa Hitlera podjął Hellmuth Stieff, który miał zabić kanclerza podczas prezentacji mundurów w pałacu Klessheim koło Salzburga. Jednak Stieff przeszedł załamanie nerwowe i nie był w stanie przeprowadzić akcji.
Jesienią 1943 do samobójczego zamachu na Hitlera zgłosił się młody oficer Axel von dem Bussche. W październiku 1942 von dem Bussche był świadkiem wymordowania przez Einsatzgruppen żydowskiej społeczności Dubna na Wołyniu. Pod wpływem tych wydarzeń stał się przeciwnikiem Hitlera. Zamach miał zostać przeprowadzony podczas prezentacji nowych mundurów zimowych w kwaterze Hitlera Wilczy Szaniec w listopadzie 1943. Hitler miał zostać zabity przy pomocy chałupniczo wykonanej bomby, zdetonowanej poprzez wybuch granatu ręcznego. Jednak 16 listopada 1943 wagon z mundurami został zniszczony w ataku brytyjskiego lotnictwa na Berlin. Zaplanowany na luty 1944 kolejny zamach nie doszedł do skutku wskutek ciężkich ran odniesionych przez von dem Busschego w styczniu 1944 podczas walk na froncie wschodnim. W lutym 1944 von dem Busschego zastąpić miał Ewald-Heinrich von Kleist, który zaakceptował propozycję samobójczego zamachu po rozmowie z ojcem Ewaldem-Heinrichem von Kleist-Schmenzinem. Plan ten również zakończył się niepowodzeniem – akcję odwołano, ponieważ podczas prezentacji miało nie być Himmlera, który jako głównodowodzący oddziałów SS stanowił poważne zagrożenie dla spiskowców.
W styczniu 1944 adiutant Stauffenberga, porucznik Werner von Haeften, rozważał zabójstwo Hitlera strzałem z pistoletu, jednak wycofał się z powodów religijnych. Kolejnej próby, z inicjatywy von Tresckowa, podjął się adiutant marszałka polowego Ernsta Buscha rotmistrz Eberhard von Breitenbuch, który miał zabić Hitlera strzałem z pistoletu podczas spotkania 11 marca 1944 w Obersalzberg. Jednak tego dnia Hitler zarządził, by w spotkaniu wyjątkowo nie uczestniczyli adiutanci.
Pod wpływem tych wydarzeń Stauffenberg zdecydował, że osobiście musi przeprowadzić zamach na Hitlera, Himmlera i Göringa, a później koordynować przejęcie władzy.

#### Operacja Foxley
Na 13–14 lipca 1944 zamach na Hitlera planowali Brytyjczycy. Zamach, pod nazwą Operacja Foxley, miał odbyć się w Berghof i być dokonany podczas porannego spaceru Hitlera, o którego regularności dowiedziano się od schwytanego jeńca, a być dokonany przez brytyjskiego snajpera wspomaganego w przedostaniu się do Niemiec przez znającego niemiecki Polaka w służbie brytyjskiej. Ostatecznie do realizacji zamachu nie doszło. Informacje o tych planach ujawniono w 1998 roku.

### Motywacje i cele spisku z 20 lipca 1944 roku.

#### Sprzeciw wobec Hitlera i polityki nazistowskiej
Chociaż głównym celem spiskowców było odsunięcie Hitlera od władzy, zaangażowani byli z różnych powodów. Większość grupy stojącej za spiskiem z 20 lipca stanowili konserwatywni nacjonaliści – idealiści, ale niekoniecznie o charakterze demokratycznym. Martin Borschat przedstawia ich motywacje jako arystokratyczny resentyment, pisząc, że spisek był prowadzony głównie przez konserwatywne elity, które początkowo zostały zintegrowane przez rząd nazistowski, ale w czasie wojny straciły swoje wpływy i dążyły do ich odzyskania. Jednak, przynajmniej w przypadku Stauffenberga, przekonanie, że okrucieństwa nazistowskich Niemiec wobec ludności cywilnej i jeńców wojennych były hańbą dla narodu i jego wojska, było prawdopodobnie głównym czynnikiem motywującym. Historyk Judith Michel ocenia krąg wokół Grupy 20 Lipca jako zróżnicowaną i niejednorodną grupę, w skład której wchodzą liberalni demokraci, konserwatyści, socjaldemokraci, autorytarni arystokraci, a nawet komuniści. Wspólnym celem było obalenie reżimu Hitlera i szybkie zakończenie wojny. Istnieją dowody na to, że spisek obejmował szerokie spektrum spiskowców, w tym komunistów, że w kwietniu, przed próbą zamachu stanu, Stauffenberg zgodził się współpracować z kierownictwem operacyjnym KPD (Komunistycznej Partii Niemiec) pozostającym w Niemczech. Kontakty zostały nawiązane przez socjaldemokratów Adolfa Reichweina i Juliusa Lebera.

#### Żądania terytorialne
Wśród żądań zestawianych początkowo przez spiskowców w celu przekazania aliantom były takie punkty, jak przywrócenie granic Niemiec z 1914 r. z Belgią, Francją i Polską oraz brak reparacji. Jednak żądania spiskowców oznaczały raczej powrót do granic sprzed 1939 r., gdyż wydaje się wysoce nieprawdopodobne, by alianci zaakceptowali tak ogromne żądania. Podobnie jak większość reszty niemieckiego ruchu oporu, spiskowcy z 20 lipca wierzyli w ideę Wielkich Niemiec i jako warunek pokoju domagali się, aby zachodni alianci uznali za minimum inkorporację do Niemiec Austrii, Alzacji-Lotaryngii, Sudetów oraz aneksję ziem zamieszkałych przez Polaków, które Niemcy odstąpiły Polsce po 1918 r., oraz przywrócenia niektórych kolonii zamorskich. Uważali, że Europa powinna być kontrolowana – znaleźć się pod hegemonią niemiecką.
Ogólne cele wobec Polski nie były jasno sprecyzowane wśród spiskowców. Większość spiskowców uznawała za pożądane przywrócenie dawnych granic niemieckich z 1914 r. – sprzed I wojny światowej – granic porozbiorowych, podczas gdy inni wskazywali, że żądania te są nierealistyczne i konieczne jest wprowadzenie do nich poprawek. Niektórzy, jak Friedrich-Werner Graf von der Schulenburg, chcieli nawet przyłączenia całej Polski do Niemiec.
Dla Polski, której tak armia, jak i rząd na uchodźstwie walczyły przeciwko nazistowskim Niemcom, żądania terytorialne i tradycyjnie nacjonalistyczne wizje ruchu oporu nie różniły się zbytnio od rasistowskiej polityki Hitlera. Stauffenberg, jako jeden z liderów spisku, pięć lat przed zamachem w 1939 r. podczas kampanii wrześniowej stwierdził: „Konieczne jest rozpoczęcie systemowej kolonizacji w Polsce. Ale nie obawiam się, że tak się nie stanie”.

#### Wizja polityczna posthitlerowskich Niemiec
Wielu członków spisku pomogło nazistom zdobyć władzę i podzielali rewizjonistyczne cele polityki zagranicznej realizowane przez Hitlera, a nawet w czasie spisku byli antydemokratyczni, mając nadzieję na zastąpienie Hitlera konserwatywno-autorytarnym rządem z udziałem arystokratów. Sprzeciwiali się powszechnej legitymizacji władzy poprzez wybory, lub masowemu udziałowi w zarządzaniu państwem. 

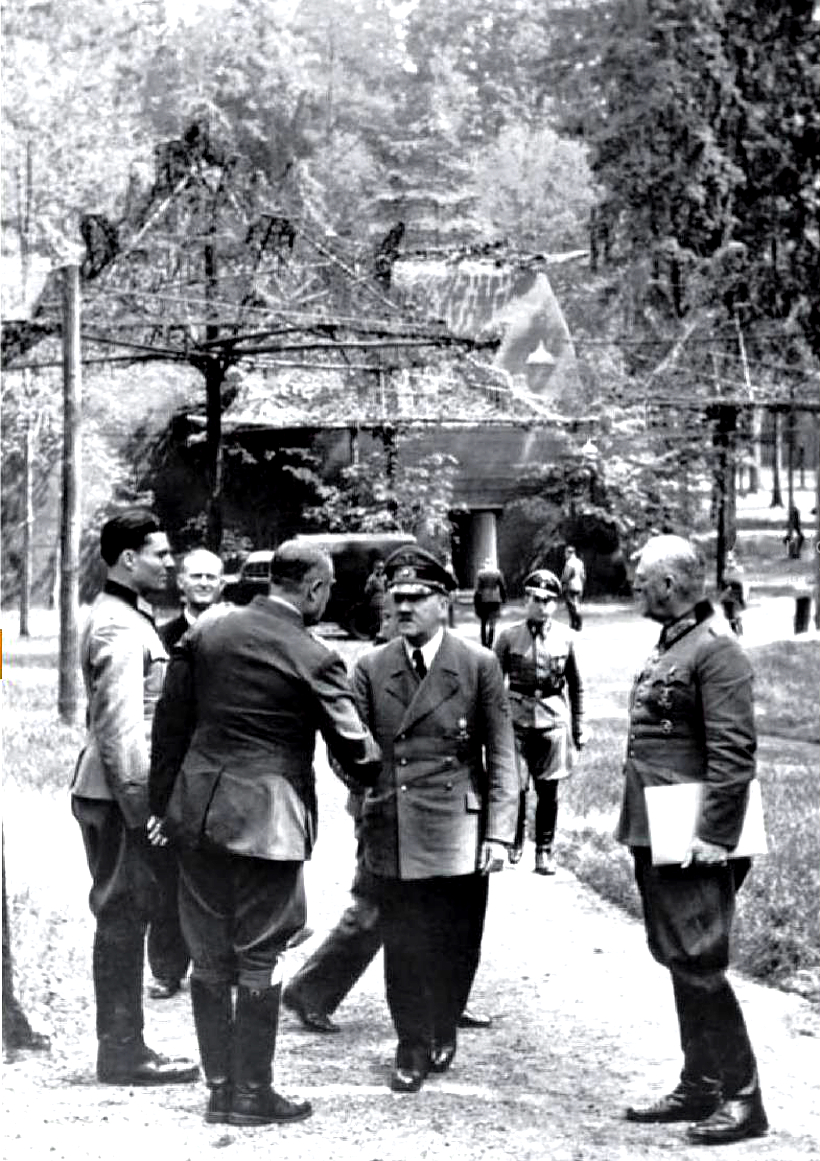
Kwatera Hitlera Wilczy Szaniec, od lewej: Claus von Stauffenberg, Karl-Jesko von Puttkamer, osoba niezidentifikowana, Adolf Hitler i Wilhelm Keitel, 15 lipca 1944

### Claus von Stauffenberg
Z początku von Stauffenberg nie był przeciwnikiem polityki Hitlera – popierał m.in. wypowiedzenie traktatu wersalskiego i aneksję Austrii. Po wydarzeniach nocy kryształowej z 1938 zdystansował się wobec reżimu, lecz po sukcesie kampanii francuskiej w 1940 uległ ogólnonarodowej euforii. Do opozycji przeszedł rok później, po ataku Niemiec na ZSRR. Zdawszy sobie sprawę z niekompetencji Hitlera w prowadzeniu wojny, wzywał do ratowania Niemiec.

Von Stauffenberg służył w 10 Dywizji Pancernej na froncie w Afryce Północnej, gdzie w kwietniu 1943 został ciężko ranny – stracił lewe oko, prawą dłoń i dwa palce u lewej dłoni. Po powrocie ze szpitala w sierpniu 1943 przyłączył się do opozycjonistów w Wehrmachcie i wraz z von Tresckowem rozpoczął planowanie kolejnego zamachu na Hitlera i przygotowania do puczu wojskowego. Bezpośrednim bodźcem do przeprowadzenia zamachu na Hitlera miała być informacja o rozkazie Ernsta Kaltenbrunnera, szefa Głównego Urzędu Bezpieczeństwa Rzeszy (niem. Reichssicherheitshauptamt, RSHA), w sprawie zamordowania 40 tysięcy Żydów węgierskich w Auschwitz, wydanym wiosną 1944. W trakcie przygotowań do zamachu von Stauffenberg miał powiedzieć: 

Nadszedł czas, by coś zrobić. Ten jednak, który zdobędzie się na działanie, musi być świadomy, że przejdzie do historii Niemiec jako zdrajca. Gdyby jednak zaniechał działania, byłby zdrajcą własnego sumienia.

Pucz miał przebiegać przy wykorzystaniu istniejącego już planu operacyjnego o kryptonimie Walkiria, opracowanego przez Friedricha Olbrichta i zaaprobowanego przez Hitlera, który zakładał mobilizację wojsk rezerwy do obrony reżimu w przypadku zamieszek wewnętrznych w Niemczech. Konspiranci musieli zmierzyć się z dwoma problemami: uzyskać dostęp do Hitlera, by przeprowadzić zamach oraz zapewnić punktualne wydanie rozkazu do operacji Walkiria. Rozkaz ten musiał być wydany przez dowódcę Armii Rezerwowej, wówczas Friedricha Fromma.
Od 1 lipca 1944 von Stauffenberg pełnił funkcję szefa sztabu Armii Rezerwowej (niem. Chef des Stabes beim Befehlshaber des Ersatzheeres) u Friedricha Fromma, co zapewniło mu udział w naradach sytuacyjnych z Hitlerem. Z początku von Stauffenberg planował jednoczesne zabójstwo Hitlera, Göringa i Himmlera. Pierwsze próby podjęte 2 lipca w Berchtesgaden i 15 lipca w kwaterze Wilczy Szaniec musiał jednak przerwać, ponieważ w spotkaniach nie uczestniczyli albo Göring albo Himmler. W obliczu postępów aliantów, von Stauffenberg zdecydował się działać, nawet jeśli Göring i Himmler nie mogli być celem ataku.

## Przebieg zamachu na Adolfa Hitlera 20 lipca 1944
Rankiem 20 lipca 1944 von Stauffenberg wraz ze swoim adiutantem von Haeftenem udał się na lotnisko w Rangsdorfie koło Berlina, gdzie czekał Hellmuth Stieff, szef wydziału organizacyjnego Naczelnego Dowództwa Wojsk Lądowych, ze swoim adiutantem Rollem. Wszyscy razem wylecieli ok. 8.00 do Rastenburga w Prusach Wschodnich, by wziąć udział w naradzie sytuacyjnej z Hitlerem w kwaterze Wilczy Szaniec. Von Haeften dźwigał aktówkę z dwoma niemieckimi ładunkami wybuchowymi (975 gramów każdy) z brytyjskimi trzydziestominutowymi bezgłośnymi zapalnikami chemicznymi, dostarczonymi przez pułkownika Wessela von Freytag-Loringhovena. Samolot wylądował o 10:15 na lotnisku koło Wilhelmsdorfu, ok. 6 km od kwatery w Wilczym Szańcu. Pilot miał czekać, by koło południa zabrać von Stauffenberga z powrotem do Berlina.
Von Stauffenberg i von Haeften w dalszą podróż do wartowni zachodniej udali się samochodem. Tam von Stauffenberg zameldował swoje przybycie pułkownikowi Gustavovi Streve, który udzielił mu pozwolenia na wjazd na teren kwatery. Tymczasem Hellmuth Stieff udał się do kwatery w pobliskim Mauerwaldzie. Zespół zabudowań kwatery Hitlera Wilczy Szaniec położony był na obszarze 625 arów, otoczonym drutem kolczastym, polami minowymi, płotem pod napięciem i zasiekami. Teren był systematycznie patrolowany przez strażników z psami. Schron Hitlera i barak, w którym odbywały się narady sytuacyjne (niem. Lagebarack) znajdowały się w I. strefie zakazanej. W II strefie zakazanej ulokowana była komendantura kwatery. Obydwie strefy były wygrodzone około dwumetrowej wysokości płotem z siatki zwieńczonej drutem kolczastym, ponieważ oprócz wjazdu do kwatery, kontroli podlegał również ruch pomiędzy jej strefami. Nigdzie jednak nie sprawdzano zawartości teczek.
Von Stauffenberg udał się do kasyna w II strefie zakazanej, gdzie zasiadł do śniadania wraz z adiutantem Strevego, rotmistrzem Leonhardem von Möllendrofem oraz innymi oficerami. Podczas posiłku, ok. godziny 11, von Möllendorf został wezwany przez generała Walthera Buhlego, szefa Wydziału Organizacyjnego Naczelnego Dowództwa Wojsk Lądowych, na naradę, która miała odbyć się w bunkrze w I. strefie zakazanej. Von Stauffenberg, który przed spotkaniem z Hitlerem musiał również odbyć rozmowę z Buhlem, przyłączył się do von Möllendorfa. W drodze na naradę von Stauffenberg spotkał się jeszcze z Erichem Fellgieblem, szefem służb wywiadowczych wojsk lądowych, by upewnić się, że po zamachu systemy łączności w kwaterze zostaną zablokowane.
Po rozmowie z Buhlem, von Stauffenberg przybył o 11:30 na spotkanie z Wilhelmem Keitlem, trwające aż do rozpoczęcia narady z Hitlerem, które z powodu oczekiwanej po południu wizyty Benito Musolliniego została przesunięta o pół godziny wcześniej na 12:30. W tym czasie von Haeften przyniósł ładunki wybuchowe, zdeponowane wcześniej w kwaterze głównej Naczelnego Dowództwa Wojsk Lądowych w Mauerwaldzie i czekał w przydzielonej mu sali. Rozmowę von Stauffenberga z Keitlem zakończyło wejście Adolfa Heusingera, który przekazał informację o rozpoczynającej się zaraz naradzie z Hitlerem.
Kolejna próba zamachu mogła zostać przerwana, gdyż wydawało się, że nie było wystarczająco dużo czasu, by trzydziestominutowe zapalniki kwasowe uaktywniły bombę. Przy panującym upale, von Stauffenberg poprosił o możliwość zmiany koszuli, przy czym z uwagi na jego niepełnosprawność, w czynności tej asystował mu von Haeften. Obydwaj wykorzystali czas na przygotowanie bomby, jednak nie udało im się aktywować drugiego ładunku, ponieważ przeszkodził im sierżant sztabowy Werner Vogel. Wobec czekającego w otwartych drzwiach Vogla, von Stauffenberg nie włożył do aktówki drugiego ładunku, który przekazał von Haeftenowi. Von Haeften nie miał jednak wstępu do sali obrad. Według szacunków ekspertów eksplozja uzbrojonego ładunku doprowadziłaby również do detonacji drugiej bomby, co zwiększyłoby siłę rażenia wybuchu.
O 12:30 w Berlinie w ośrodku spiskowców w gmachu Bendlerblocku zgromadzili się: kapitan Ulrich Wilhelm Schwerin von Schwanenfeld, Generaloberst Erich Höpner, wiceprezydent policji Fritz-Dietlof von der Schulenburg, Oberregierungsrat Peter Yorck von Wartenburg, Eugen Gerstenmaier i brat von Stauffenberga Berthold, dołączając do przebywającego tam od rana Friedricha Olbrichta. Spiskowcy byli w bezpośrednim kontakcie z głównym kwatermistrzem OKH, generałem Eduardem Wagnerem, który na umówiony sygnał miał wydać rozkaz do zajęcia kluczowych punktów Berlina. Olbricht miał zawiadomić Becka i von Witzlebena natychmiast po rozpoczęciu operacji Walkiria, którzy mieli niezwłocznie przybyć do kwatery w Bendlerblocku. Spiskowcy liczyli na to, że przełożony Olbrichta, generał Friedrich Fromm, przyłączy się do spisku. Rozkazy dla Armii Rezerwowej miały być rozesłane w jego imieniu, nawet gdyby Fromm odmówił współpracy i musiał zostać zaaresztowany.

Umiejscowienie uczestników narady w momencie wybuchu

Wniesienie bomby do sali narad nie przedstawiało trudności, ponieważ uczestnicy spotkań nie byli przeszukiwani. Przed wejściem do sali należało jedynie pozostawić w garderobie czapkę i kaburę. By ustawić bombę w bezpośrednim sąsiedztwie Hitlera, von Stauffenberg poprosił Ernsta von Freyenda o przydzielenie mu miejsca przy stole jak najbliżej Führera, motywując swoją prośbę osłabionym słuchem.
Po wejściu na salę narad Stauffenberg ustawił teczkę pod stołem w pobliżu Hitlera, po czym opuścił pomieszczenie pod pretekstem konieczności odbycia ważnej rozmowy telefonicznej z Berlinem. Zaraz potem ok. 12:40 spotkał się z oficerem wywiadu Ludolfen Gerhardem Sanderem, szefem wywiadu Erchem Fellgiblem i von Haeftenem.
Bomba wybuchła o 12:42, raniąc większość z obecnych. Cztery osoby wkrótce zmarły w wyniku poniesionych obrażeń. Hitler odniósł lekkie rany, które nie stanowiły zagrożenia życia. W naradzie brali udział (według zajmowanych miejsc, w prawo od Hitlera):
1. Adolf Hitler (lekko ranny);
2. Generał porucznik Adolf Heusinger – szef oddziału operacyjnego Organizacyjnego Naczelnego Dowództwa Wojsk Lądowych (niem. Oberkommando des Heeres, OKH) i przedstawiciel Sztabu Generalnego Wojsk Lądowych (lekko ranny);
3. General der Flieger(inne języki) Günther Korten – szef Sztabu Generalnego Luftwaffe (zabity);
4. Pułkownik Heinz Brandt – pierwszy oficer Sztabu Generalnego, zastępca generała Heusingera (zabity);
5. General der Flieger(inne języki) Karl-Heinrich Bodenschatz(inne języki) – oficer łącznikowy Naczelnego Dowództwa Luftwaffe przy Głównej Kwaterze Hitlera (niem. Führerhauptquartier) (ciężko ranny);
6. Generał porucznik Rudolf Schmundt(inne języki) – szef adiutantury Hitlera ds. Wehrmachtu i szef Heerespersonalamt (HPA) (zabity);
7. Podpułkownik Heinrich Borgmann(inne języki) – adiutant Hitlera (ciężko ranny);
8. Kontradmirał Karl-Jesco von Puttkamer(inne języki) – adiutant Hitlera ds. Kriegsmarine w l. 1933-1938 i 1939–1945 (lekko ranny);
9. Stenografista Heinrich Berger (zabity);
10. Komandor Heinz Assmann – oficer sztabowy w sztabie dowodzenia w Naczelnym Dowództwie Wehrmachtu (niem. Oberkommando der Wehrmacht, OKW);
11. Generalmajor Walter Scherff – specjalny pełnomocnik Hitlera ds. historii militarnej (lekko ranny);
12. Generał Walther Buhle(inne języki) – szef Wydziału Organizacyjnego Naczelnego Dowództwa Wojsk Lądowych;
13. Kontradmirał Hans-Erich Voss – przedstawiciel Kriegsmarine przy Głównej Kwaterze Hitlera;
14. SS-Gruppenführer Hermann Fegelein – oficer łącznikowy Waffen-SS przy Głównej Kwaterze Hitlera;
15. Pułkownik Nicolaus von Below – adiutant Hitlera ds. Luftwaffe;
16. SS-Hauptsturmführer Otto Günsche – adiutant Hitlera;
17. Stenografista Kurt Hagen;
18. Podpułkownik Ernst John von Freyend – adiutant Keitla;
19. Major Herbert Büchs – adiutant Jodla;
20. Podpułkownik Heinz Waizenegger – adiutant Keitla;
21. Radca ministerialny Franz von Sonnleithner(inne języki) – przedstawiciel Ministerstwa Spraw Zagranicznych (niem. Auswärtiges Amt) przy Głównej Kwaterze Hitlera;
22. Generał Walter Warlimont – zastępca szefa sztabu dowodzenia w Naczelnym Dowództwie Wehrmachtu;
23. Generaloberst Alfred Jodl – szef sztabu dowodzenia w Naczelnym Dowództwie Wehrmachtu (lekko ranny);
24. Generalfeldmarschall Wilhelm Keitel – szef Naczelnego Dowództwa Wehrmachtu.

Według relacji Adolfa Heusingera, który wówczas zdawał Hitlerowi relację z sytuacji na północy frontu wschodniego, obaj byli pochyleni nad mapą leżącą na stole o grubym, dębowym blacie, który po części złagodził wybuch. Ponadto teczka ustawiona przez Stauffenberga w bezpośrednim sąsiedztwie Hitlera została przemieszczona za masywną podporę dębowego stołu, tak by uczestnicy mogli wygodniej zasiąść do narady. Poza tym spotkanie odbywało się w drewnianym baraku o ścianach wzmocnionych murem ceglanym i betonowym suficie, którego okna były otwarte z uwagi na panujący wówczas upał, a nie w schronie betonowym, przez co energia wybuchu znalazła łatwe ujście na zewnątrz. Gdyby do wybuchu jednokilogramowej bomby doszło w zamkniętym betonowym schronie, wszyscy obecni zginęliby.

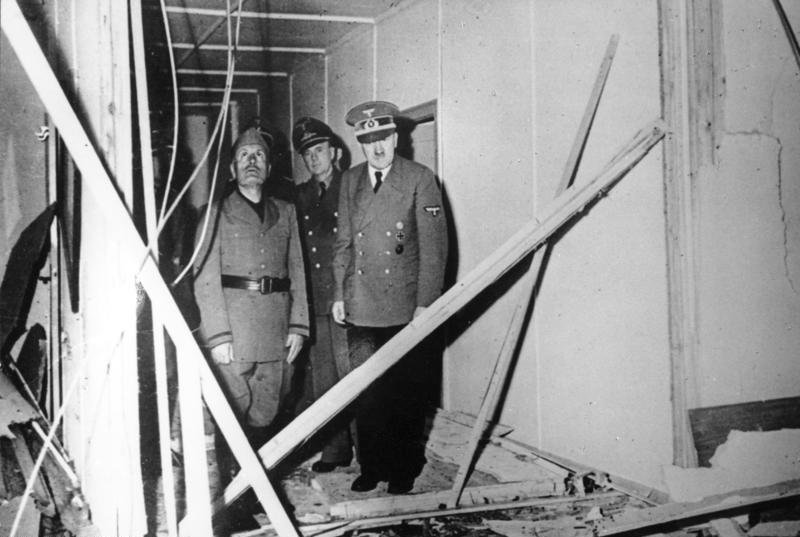
Hitler i Benito Mussolini oglądający zniszczenia, 20 lipca 1944

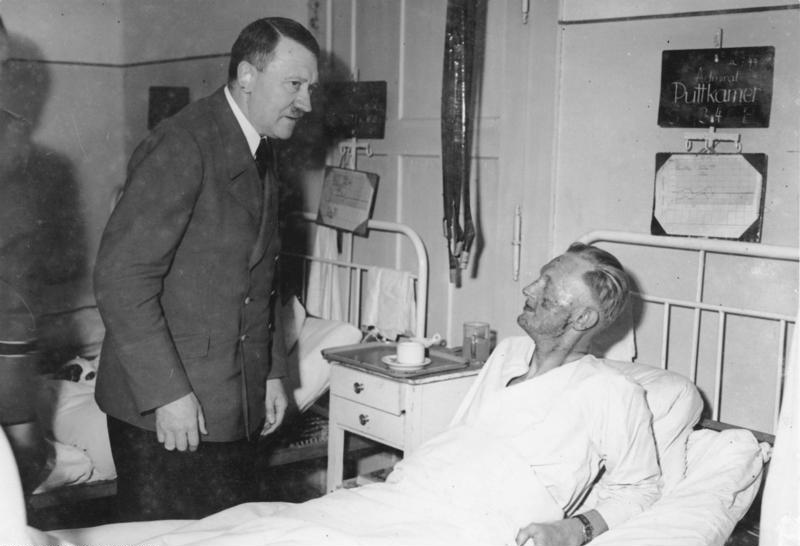
Hitler odwiedzający rannego w zamachu Karla-Jesco von Puttkamera

Von Stauffenberg obserwował eksplozję z odległości 200 m. Według relacji Fellgiebela miał widzieć, jak z baraku wynoszono ciało okryte płaszczem Hitlera, co przekonało go o pełnym powodzeniu zamachu. Von Stauffenberg opuścił Wilczy Szaniec razem z von Haeftenem. Po ogłoszeniu alarmu, tuż przed 13:00, obydwaj zostali jednak zatrzymani na drugim posterunku. Po telefonicznej interwencji Stauffenberga u von Möllenberga mogli jechać dalej. Podczas jazdy na lotnisko, gdzie oczekiwał ich już samolot do Berlina, von Haeften wyrzucił przez okno drugą, nieuzbrojoną bombę.

## Operacja Walkiria
Von Stauffenberg przyjechał do berlińskiej centrali spiskowców Bendlerblock przy Bendlerstrasse ok. 16:30, stwierdzając, że poza postawieniem w stan gotowości oddziałów rezerwy Wehrmachtu nic nie przedsięwzięto. Według planu oddziały Wehrmachtu miały zająć w Berlinie centralę Gestapo przy Prinz-Albrecht-Straße, posterunki policji i SS, jednak wskutek informacji o fiasku zamachu planu nie realizowano zgodnie z ustaleniami. Spiskowcy aresztowali generała Fromma, który odmówił wykonania rozkazów operacji Walkirii. Von Stauffenberg natychmiast wydał rozkazy do puczu, alarmując oddziały w kraju i za granicą. Wskutek blokady informacyjnej wprowadzonej przez von Stauffenberga, wiele oddziałów otrzymywało sprzeczne rozkazy – z Bendlerblocku i z Wilczego Szańca.
Postanowienia planu Walkiria zrealizowano niezależnie w Paryżu pod dowództwem generała von Stülpnagla i w Wiedniu pod dowództwem pułkownika Heinricha Kodrégo, gdzie w szeroko zakrojonych akcjach aresztowano członków SS. Dopiero gdy dotarły wiadomości o klęsce zamachu, oddziały wierne Hitlerowi odzyskały kontrolę nad sytuacją.
Do 17:30 udało się zaalarmować wiele oddziałów stacjonujących poza Berlinem. Oddział pod dowództwem majora Friedricha Jacoba zajął siedzibę radia przy Masureenallee w berlińskiej dzielnicy Charlottenburg, jednak nie zdołał przerwać nadawanego programu, przez co społeczeństwo niemieckie zostało szybko poinformowane o niepowodzeniu zamachu na Hitlera.
Około 19:00 dowódca jednego z zaalarmowanych przez spiskowców batalionu Berliner Wachbatalion, major Otto Ernst Remer, który był odpowiedzialny za zamknięcie dzielnicy rządowej i aresztowanie Goebbelsa, zmienił stronę i skontaktował się z Goebbelsem, który umożliwił mu telefoniczną rozmowę z Hitlerem. Führer z miejsca awansował Remera na stopień pułkownika i rozkazał zgromić powstanie.
O 19:30 do kwatery Bendlerblock przybył feldmarszałek Erwin von Witzleben, przewidywany na głównodowodzącego Wehrmachtem w razie powodzenia puczu. Po odbyciu rozmowy w cztery oczy z Ludwikiem Beckiem opuścił gmach, przekonany o niepowodzeniu zamachu.

O 22:30 pod Bendlerblockiem zebrali się żołnierze nieuczestniczący w spisku w celu wyjaśnienia sytuacji. O 22:50 uwolniono generała Fromma, który nakazał aresztowanie spiskowców, ogłaszając wyrok kary śmierci za zdradę stanu wobec Friedricha Olbrichta, Clausa von Stauffenberga, Albrechta Mertza von Quirnheima i Wernera von Haeftena, wydany przez pospiesznie zwołany trybunał wojenny, złożony z Fromma i jego podwładnych: 

W imieniu Führera trybunał wojenny zwołany przeze mnie ogłosił wyrok: pułkownik von Mertz, generał Olbricht, pułkownik, którego imienia nie będę wspominał i sierżant von Haeften są skazani na śmierć.

 Aresztowanym odebrano broń, z wyjątkiem Ludwika Becka, któremu pozwolono zatrzymać pistolet „dla celów prywatnych”. Skazując spiskowców na śmierć Fromm próbował zatuszować swój własny udział w zamachu. Fromm został aresztowany dzień później z rozkazu Himmlera. Skazany na śmierć przez Trybunał Ludowy został rozstrzelany 12 marca 1945.
O 23:15 gmach Bendlerblocku zajęła czwarta kompania batalionu „Grossdeutschland”.
Pomiędzy 23:15 a 23:45 generał Ludwik Beck podjął nieudaną próbę samobójczą. Fromm wydał rozkaz coup de grâce, który został niezwłocznie wykonany.

Spiskowcy skazani przez Fromma na śmierć zostali rozstrzelani przez pluton egzekucyjny na dziedzińcu Bendlerblocku pomiędzy 00:15 a 00:30. Śmierć ponieśli: Friedrich Olbricht, Werner von Haeften, Albrecht Ritter Mertz von Quirnheim i Claus von Stauffenberg. Claus von Stauffenberg przed śmiercią powiedział: 

Niech żyją święte Niemcy.

 Podczas egzekucji von Haeften zasłonił sobą von Stauffenberga, którego zastrzelono chwilę później.

## Reakcja władz na zamach
Dopiero ok. godz. 1 w nocy do Wilczego Szańca dotarł z Królewca wóz transmisyjny radia niemieckiego, by umożliwić Hitlerowi przemówienie do narodu, który w następujący sposób odniósł się do wydarzeń 20 lipca:

Pewna, niewielka grupa kilku ambitnych, pozbawionych skrupułów, głupich oficerów o przestępczych zamiarach uknuła spisek, by usunąć mnie, a wraz ze mną praktycznie cały sztab niemieckiego kierownictwa Wehrmachtu.

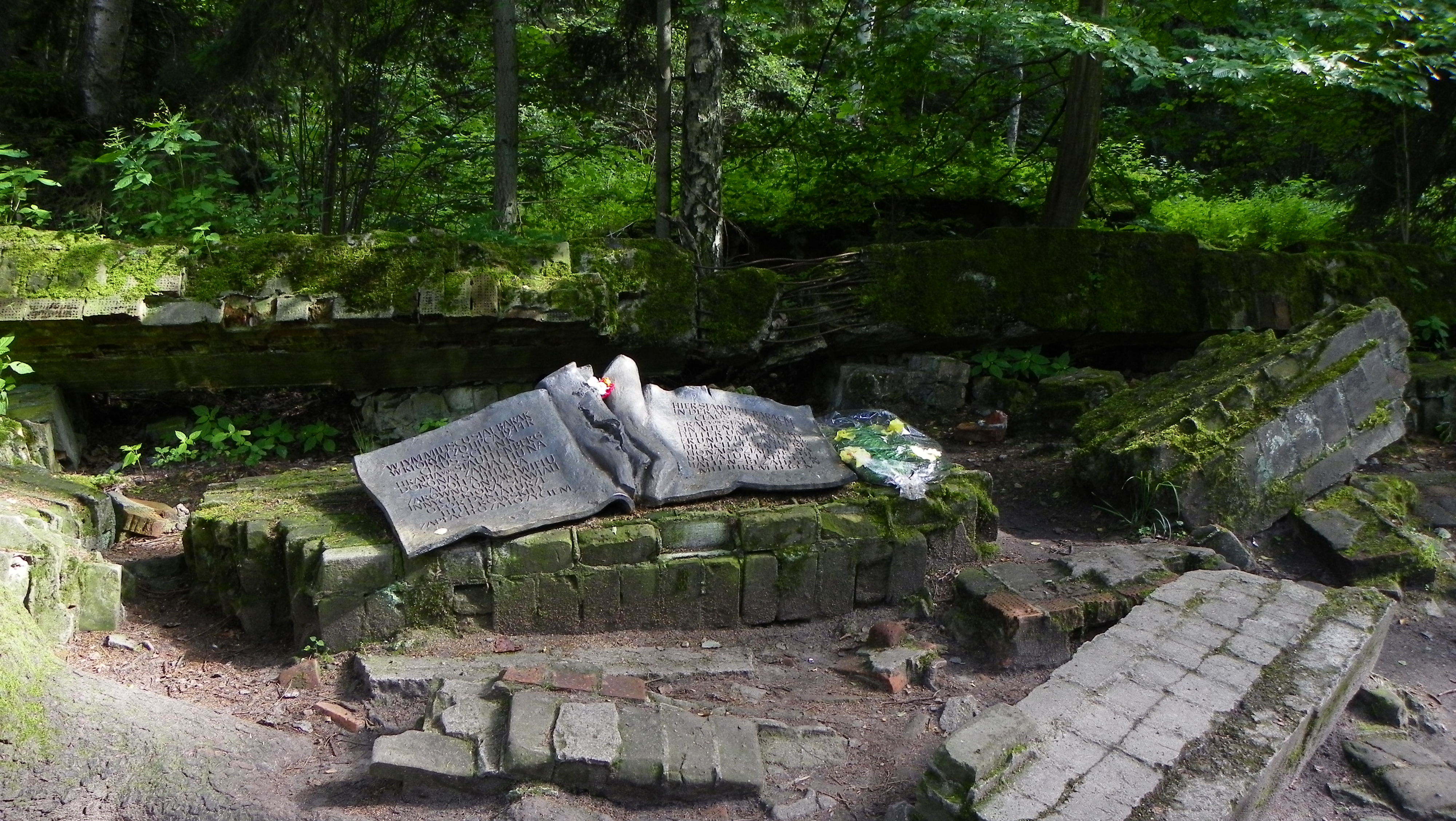
Miejsce, w którym wybuchł ładunek

Gestapo natychmiast rozpoczęło śledztwo w sprawie zamachu. 22 lipca 1944 powołano do życia specjalną komisję Sonderkommission 20. Juli pod przewodnictwem SS-Obersturmbahnführera Georga Kießla, w pracach której uczestniczyło czterystu urzędników. Obok spiskowców aresztowano wielu opozycjonistów, którzy już wcześniej wzbudzili podejrzenia organów ścigania, ale nie byli zaangażowani w przygotowania zamachu. Uprzedzając aresztowanie przez Gestapo, generał-major Hennig von Tresckow popełnił samobójstwo, które upozorował jako śmierć z rąk partyzantów – wysadził się w powietrze na skraju lasu przy pomocy granatu ręcznego.

4 sierpnia 1944 powołano do życia tzw. Sąd Honorowy Wehrmachtu (niem. Ehrenhof), którego zadaniem było wykluczenie z armii oficerów zaangażowanych w zamach. Zdegradowani do stopnia szeregowca i zwolnieni z armii oficerowie nie mogli stanąć przed sądem wojskowym – nie mogli być sądzeni przez trybunał wojenny i byli sądzeni przez Trybunał Ludowy (niem. Volksgerichtshof) w procesach pokazowych pod przewodnictwem Rolanda Freislera. Podczas omawiania sytuacji zaistniałej po zamachu, Hitler wyraził swoje oczekiwania wobec procesu w następujący sposób: 

Tym razem zrobię krótki proces. Ci przestępcy... nie dostaną uczciwej kuli, będą wisieć, jak zwykli zdrajcy! Sąd honorowy ma wykluczyć ich z Wehrmachtu, wtedy zorganizuje się im proces jak cywilom... I wyrok ma być wykonany w ciągu dwóch godzin od jego ogłoszenia! Muszą natychmiast zawisnąć, bez żadnej litości! A najważniejsze jest, by nie mieli czasu na długie przemowy. Ale Freisler już się tym zajmie. To jest nasz Wyszynski!

Bezpośrednio do Freislera miał powiedzieć: 

Chcę, by zostali powieszeni, powieszeni jak bydło w rzeźni!

### Proces spiskowców przed Trybunałem Ludowym

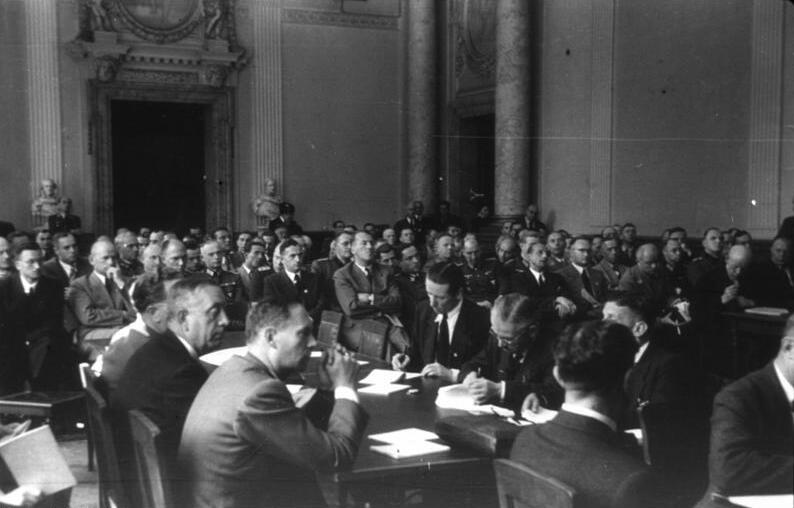
Proces uczestników zamachu 20 lipca 1944

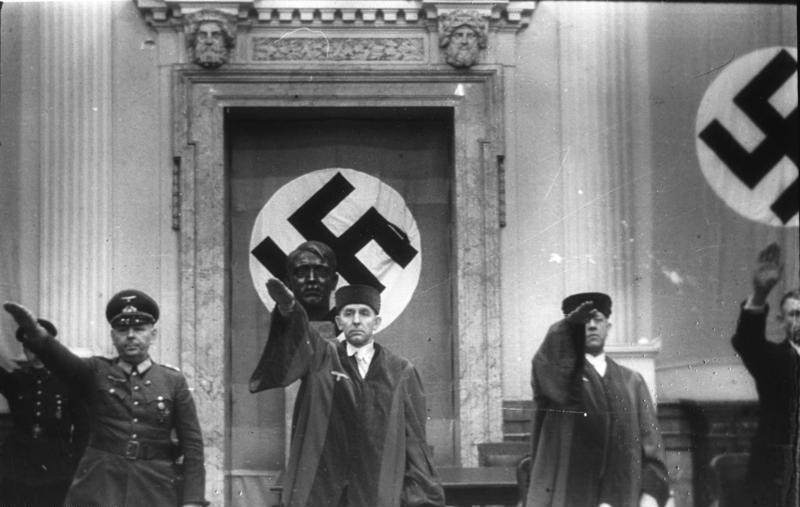
Skład orzekający w procesie uczestników zamachu 20 lipca 1944: Hermann Reinecke, Roland Freisler i Heinrich Lautz

Pierwszy proces w następstwie zamachu rozpoczął się 7 sierpnia 1944. Oskarżonymi byli: Erwin von Witzleben, Erich Hoepner, Paul von Hase, Peter Yorck von Wartenburg, Helmuth Stieff, Robert Bernardis, Friedrich Klausing i Albrecht von Hagen. Posiedzenia odbywały się w Sali Wielkiej berlińskiego sądu najwyższego przy Elseholzstrasse, który na tę okazję został przybrany swastyką. W procesie uczestniczyło około 300 widzów – w tym Ernst Kaltenbrunner, wybrani urzędnicy, funkcjonariusze partyjni, wojskowi i dziennikarze. Przebieg procesu był filmowany tak, aby Hitler był w stanie śledzić postępowanie, i by nagranie mogło być wykorzystane w filmie dokumentalnym pt. Zdrajcy przed Trybunałem Ludowym.
Oskarżonych zmuszono podczas procesu do noszenia zniszczonych ubrań, nie pozwolono na krawaty, wprowadzano ich do sali pod eskortą, przykutych kajdankami do policjantów. Postępowanie zostało wszczęte zapowiedzią Freislera, że będzie orzekał w sprawie „najbardziej przerażających oskarżeń, wniesionych kiedykolwiek w historii narodu niemieckiego”. 62-letni feldmarszałek von Witzleben jako pierwszy został wezwany przed Freislera i natychmiast został skrzyczany za użycie hitlerowskiego pozdrowienia. Stał upokorzony, trzymając kurczowo opadające spodnie, ponieważ pozbawiono go paska i szelek.

Oskarżeni nie mogli poradzić się obrońców, którzy nie siedzieli blisko nich. Żadnemu z nich nie wolno było zwracać się bezpośrednio do Trybunału i próby takie były przez Freislera przerywane. Kiedy generał Helmuth Stieff próbował poruszyć kwestię motywów swojego działania, został zakrzyczany. Witzleben miał oświadczyć: 

Możesz nas przekazać katu. Za trzy miesiące rozwścieczeni i udręczeni ludzie pociągną cię do odpowiedzialności i przeciągną cię przez błoto ulic.

 Wszyscy zostali skazani na śmierć przez powieszenie, a wyroki zostały wykonane w więzieniu Plötzensee wkrótce po ogłoszeniu.
Kolejny proces konspiratorów odbył się 10 sierpnia. Oskarżonymi byli Erich Fellgiebel, Alfred Kranzfelder, Fritz-Dietlof von der Schulenburg i Berthold Schenk Graf von Stauffenberg. W dniu 15 sierpnia zapadł wyrok i Wolf-Heinrich von Helldorf, Egbert Hayessen, Hans Bernd von Haeften i Adam von Trott zu Solz zostali skazani przez Freislera na karę śmierci.
21 sierpnia oskarżono Fritza Thiele, Friedricha Gustava Jaegera i Ulricha Wilhelma Schwerina von Schwanenfelda, który jako motywację do swego działania wymienił „wiele morderstw popełnionych w kraju i za granicą” (według innych źródeł „wiele morderstw popełnionych w Polsce”).
30 sierpnia na śmierć skazano gen. Carla-Heinricha von Stülpnagela, który stracił wzrok przy próbie samobójczej, Caesara von Hofackera, Hansa Ottfrieda von Linstowa i Eberharda Fincka.

## Odbiór zamachu przez aliantów

### Wielka Brytania
Winston Churchill, który został wcześniej powiadomiony o planach spiskowców, wyjaśnił 2 sierpnia 1944 w brytyjskiej Izbie Gmin, że „pomiędzy dostojnikami Trzeciej Rzeszy doszło do wyniszczających walk” (niem. Ausrottungskämpfe unter den Würdenträgern des Dritten Reiches). 2 sierpnia 1944 zamach komentował następującymi słowami: 

Czołowe osobowości Rzeszy Niemieckiej zabijają się nawzajem lub usiłują to robić.

 Po 1945 postawa rządu Wielkiej Brytanii wobec niemieckich opozycjonistów i spiskowców 20 lipca była poddawana częstej krytyce zarówno przez obserwatorów niemieckich, jak i brytyjskich. W 1946 Churchill powiedział: 

W Niemczech działała opozycja, która należała do najszlachetniejszych i największych, jakie ukształtowały się w politycznej historii wszystkich narodów. Ci ludzie walczyli bez pomocy z wewnątrz czy z zewnątrz, motywowani jedynie niespokojnym sumieniem. Za życia byli dla nas niewidoczni, bo musieli się ukrywać. Ale przez ich śmierć ruch oporu stał się widoczny. Te czyny nie mogą usprawiedliwić tego wszystkiego, co wydarzyło się w Niemczech. Ale ich czyny i ofiara są niezniszczalnym fundamentem odbudowy.

## Filmy na temat zamachu
- 1955: Der 20. Juli – dramat historyczny w reżyserii Falka Harnacka(inne języki), z udziałem m.in. Wolfganga Preissa(inne języki) (w roli Clausa von Stauffenberga) i Wolfganga Büttnera(inne języki). W 1956 film otrzymał Niemiecką Nagrodę Filmową (niem. Deutscher Filmpreis) w kategorii “Filmy przyczyniające się do wspierania myśli demokratycznej”[103][104];
- 1955: Es geschah am 20. Juli – film paradokumentalny w reżyserii Georga Wilhelma Pabsta, z udziałem m.in. Bernharda Wickiego (w roli Clausa von Stauffenberga);
- 1967: Noc generałów (ang. The Night of the Generals) – film wojenny produkcji francuskiej w reżyserii Anatole’a Litvaka
- 1971: Operation Walküre – film telewizyjny w reżyserii Franza Petera Wirtha z udziałem Joachima Hansena (w roli Clausa von Stauffenberga);
- 1979: Geheime Reichssache – film dokumentalny w reżyserii Jochena Bauera, z oryginalnymi zdjęciami z procesu spiskowców przer Trybunałem Ludowym;
- 1990: The Plot to Kill Hitler – film telewizyjny w reżyserii Lawrence’a Schillera(inne języki) z udziałem Brada Davisa (w roli Clausa von Stauffenberga);
- 2004: Die Stunde der Offiziere – film paradokumentalny w reżyserii Hansa-Ericha Vieta(inne języki) z udziałem Haralda Schrotta(inne języki) (w roli Clausa von Stauffenberga) i Bernharda Schütza(inne języki) (w roli Henninga von Tresckowa);
- 2004: Stauffenberg – film telewizyjny w reżyserii Jo Baiera z udziałem Sebastiana Kocha (w roli Clausa von Stauffenberga) i Ulricha Tukura (w roli Henninga von Tresckowa).
- 2008: Walkiria – dramat historyczny w reżyserii Bryana Singera, z udziałem m.in. Toma Cruise’a (w roli Clausa von Stauffenberga) i Kennetha Branagha (w roli Henninga von Tresckowa)